# Quandara
Quandara là một chi bướm đêm thuộc họ Noctuidae.

## Loài
- Quandara hypozonata Hampson

## Former species
- Quandara brauneata Swett, 1913